# Metacatharsius peleus
Metacatharsius peleus är en skalbaggsart som beskrevs av Olivier 1789. Metacatharsius peleus ingår i släktet Metacatharsius och familjen bladhorningar. Inga underarter finns listade i Catalogue of Life.